# گنج‌آباد (ماهنشان)
گنج آباد روستایی در دهستان انگوران بخش انگوران شهرستان ماهنشان استان زنجان ایران است.

## جمعیت
بر پایه سرشماری عمومی نفوس و مسکن در سال ۱۳۹۵ جمعیت این مکان ۲۸ نفر (۹خانوار) بوده‌است.

## معرفی روستا
گنج آباد. [ گ َ ] (اِخ ) دهی است جزء دهستان انگوران بخش ماه نشان شهرستان زنجان که در 36هزارگزی جنوب باختری ماه نشان و 6هزارگزی راه عمومی واقع شده است . هوای آن سرد و سکنه اش 340 تن است . آب آن از رودخانه ٔ قلعه جوق تأمین میشود. محصول آن غلات و انگور و لبنیات و شغل اهالی زراعت و راه آن مالرو است . این ده یک قلعه ٔ قدیمی دارد. (از فرهنگ جغرافیایی ایران ج 2).